# Muger Cement FC
El Muger Cement Football Club és un club de futbol etíop de la ciutat d'Adama (Nazareth), a la regió d'Oròmia.

## Palmarès
- Copa etíop de futbol: [1]
  - 1994